# مریم یکتایی
مریم یکتائی معروف به مریم یکتایی (زاده ۲۹ خرداد ۱۳۷۲ در ارومیه) بازیکن فوتبال اهل ایران است که در پست دروازه‌بان برای تیم ملی ایران سابقه بازی دارد.
وی همچنین سابقه بازی در تیم‌های زیر ۱۹ سال ایران را هم در کارنامه خود دارد. یکتایی که به کشور ترکیه مهاجرت کرده است، در سال ۱۴۰۰ و در سن ۲۸ سالگی،‌ در تصمیمی ناگهانی از حضور در تیم ملی فوتبال ایران برای همیشه خداحافظی کرد.